# Лопинавир/Ритонавир
Лопинавир/Ритонавир (LPV/r) — комбинированный антиретровирусный препарат с фиксированной дозой для лечения ВИЧ/СПИДа. Действующие вещества — ингибиторы протеазы лопинавир и (в низкой дозе) ритонавир. Выпускается под торговой маркой Калетра (Kaletra). Рекомендован к применению совместно с другими антиретровирусными препаратами. Его можно использовать для профилактики после укола иглой или воздействия другого потенциального источника заражения ВИЧ. Его принимают внутрь в виде таблеток, капсул или раствора.
Общие побочные эффекты включают диарею, рвоту, чувство усталости, головные боли и боли в мышцах. Серьёзные побочные эффекты могут включать панкреатит, проблемы с печенью и высокий уровень сахара в крови. Может применяться во время беременности. Оба компонента препарата являются ингибиторами протеазы ВИЧ. Ритонавир замедляет распад лопинавира.
Лопинавир/Ритонавир был одобрен в США в 2000 году для монотерапии. Он включён в Примерный перечень ВОЗ основных лекарственных средств.

## Медицинское использование
Лопинавир/Ритонавир когда-то был предпочтительной комбинацией для терапии первой линии ВИЧ в Соединённых Штатах. Но из-за более высокой дозировки таблеток по сравнению с другими схемами на основе ингибиторов протеазы и повышенной желудочно-кишечной непереносимости он больше не рекомендуется пациентам, ранее не получавшим лечения.
Управление по санитарному надзору за качеством пищевых продуктов и медикаментов США (FDA) рекомендуют избегать использования препарата лопинавира/ритонавира у недоношенных младенцев.

## Побочные эффекты
Наиболее частыми побочными эффектами, наблюдаемыми при приёме лопинавира/ритонавира, являются диарея и тошнота. В ключевых клинических исследованиях умеренная или тяжёлая диарея наблюдалась у 27 % пациентов, а умеренная / тяжёлая тошнота — у 16 %. Другие частые побочные эффекты включают: боль в животе, астению, головную боль, рвоту и, особенно у детей, сыпь.
Во время лечения лопинавиром/ритонавиром также часто наблюдаются повышенные уровни ферментов печени и гиперлипидемия (как Гипертриглицеридемия, так и Гиперхолестеринемия).
Предполагается, что лопинавир/ритонавир в различной степени взаимодействует с другими лекарствами, которые также являются субстратами CYP3A и / или P-гликопротеина.
Людям со структурным заболеванием сердца, ранее существовавшими аномалиями проводящей системы, ишемической болезнью сердца или кардиомиопатиями следует с осторожностью применять лопинавир/ритонавир.

## История
Abbott Laboratories (ныне дочерняя компания Abbvie) была одним из первых пользователей Advanced Photon Source (APS), национального источника света синхротронного излучения в Аргоннской национальной лаборатории. Один из первых исследовательских проектов, предпринятых APS, был посвящён белкам вируса иммунодефицита человека (ВИЧ). Используя луч APS для рентгеновской кристаллографии, исследователи определили структуры вирусных белков, которые позволили им определить свой подход к разработке ингибиторов протеазы ВИЧ, ключевой ферментной мишени, которая обрабатывает полипротеины ВИЧ после заражения, функция которого позволяет продолжить жизненный цикл вируса. В результате этого подхода к разработке лекарств на основе структуры с использованием Argonne APS, Abbott смогла разработать новые продукты, которые ингибируют протеазу и, следовательно, останавливают репликацию вируса.
Лопинавир был разработан американской фармацевтической корпорацией Abbott Laboratories в попытке улучшить более ранний ингибитор протеазы, ритонавир, в частности, в отношении его свойств связывания с белками сыворотки (снижение влияния сыворотки на ингибирование ферментов протеазы) и профиля устойчивости к ВИЧ (снижение способности вируса развивать устойчивость к препарату). При самостоятельном применении лопинавир имеет недостаточную биодоступность; однако, как и в случае с некоторыми ингибиторами протеазы ВИЧ, его уровень в крови значительно повышается за счёт низких доз ритонавира, мощного ингибитора кишечного и печёночного цитохрома P450 3A4, который в противном случае снизил бы уровень лекарства из-за катаболизма. Поэтому компания Abbott Laboratories придерживалась стратегии совместного введения лопинавира с дозами субтерапевтического ритонавира в отношении ингибирования ВИЧ; следовательно, лопинавир был разработан и продавался только как комбинированный препарат с фиксированной дозой с ритонавиром.
Лопинавир/Ритонавир был одобрен FDA 15 сентября 2000 года
 и в Европе 19 марта 2001 года.
8 марта 2011 года Управление по санитарному надзору за качеством пищевых продуктов и медикаментов США (FDA) уведомило медицинских работников о серьёзных проблемах со здоровьем, которые были зарегистрированы у недоношенных младенцев, получавших пероральный раствор лопинавира/ритонавира. Предположительно, такой эффект вызван пропиленгликолем, входящим в состав лекарства. FDA выпустило рекомендацию избегать использования этого препарата у недоношенных младенцев.
В марте 2020 года во время пандемии COVID-19 правительство Израиля объявило, что заставит AbbVie лицензировать свои патенты на лопинавир/ритонавир. В ответ, AbbVie объявила, что полностью прекратит применение своих патентов на препарат
.

## Общество и культура

### Расходы
В результате высоких цен и распространения ВИЧ-инфекции 29 января 2007 года правительство Таиланда выдало принудительную лицензию на производство и / или импорт дженерика лопинавира и ритонавира. В ответ Abbott Laboratories отозвала регистрацию лопинавира и семи других своих новых препаратов в Таиланде, сославшись на неуважение тайского правительства к патентам. Позиция Abbott была осуждена несколькими неправительственными организациями по всему миру, включая сетевую атаку, инициированную Act Up-Paris, и публичный призыв бойкотировать все лекарства Abbott со стороны французской неправительственной организации AIDES.

### Доступные формы
Для детей были разработаны термостойкие гранулы, которые можно принимать внутрь.

## Попытки лечения COVID-19
Первые данные по лечению COVID-19 Калетрой выглядели многообещающими, однако в том же 2020 году неслепое рандомизированное исследование показало, что лопинавир/ритонавир не эффективен для лечения тяжёлой формы COVID-19. (В этом исследовании приём лекарства начинался примерно через 13 дней после появления симптомов.)